# Guillermo IX de Aquitania
Guillermo IX de Aquitania y VII de Poitiers (en occitano: Guilhem d'Aquitania o Guilhem de Peitieus; 22 de octubre de 1071-Poitiers, 10 de febrero de 1126),  conocido también como Guillermo el Trovador (en francés: Guillaume le Troubadour), fue un noble francés, noveno duque de Aquitania, séptimo conde de Poitiers y primero de los trovadores en lengua provenzal del que se tiene noticia.

## Biografía
Nació en 1071, hijo de Guillermo VIII de Aquitania y de su tercera esposa, Audéarde de Borgoña, hija del duque Roberto I de Borgoña. Cuando falleció su padre en 1086, heredó unos dominios más extensos que los del propio rey de Francia, de quien era nominalmente vasallo. En los años 1101 y 1102, participó tardíamente en la primera cruzada tras la caída de Jerusalén. Sostuvo varias guerras contra los condes de Tolosa. Fue excomulgado en dos ocasiones, una de ellas por abandonar a su esposa legítima y arrebatarle a la fuerza la mujer a su vasallo el vizconde de Châtellerault. Entre 1120 y 1123 combatió junto a Alfonso I el Batallador, su concuñado, para intentar arrebatar a los musulmanes el reino de Valencia. La vinculación de Guillermo el Trovador y Alfonso el Batallador es doble. De una parte, Inés de Aquitania —hermana de Guillermo el Trovador— casó con Pedro I de Aragón, el cual falleció sin descendencia masculina, heredando sus reinos su hermano Alfonso el Batallador. De otra, porque a la muerte del Batallador, que falleció sin descendencia, heredó sus reinos su hermano Ramiro II el Monje, el cual casó con Inés de Poitou, hija de Guillermo el Trovador. De ahí que el Trovador resultara cuñado de Pedro I de Aragón y concuñado de sus hermanos, Alfonso el Batallador y Ramiro el Monje.

## Descendencia
De su matrimonio con Felipa de Tolosa tuvo los siguientes hijos:
- Inés de Poitou (1105-1159), esposa de Aimar de Thouars y de Ramiro II de Aragón;
- Guillermo X de Poitiers (1099-1137), último duque de Aquitania;
- Raimundo de Poitiers (c. 1115-1149), por su matrimonio con Constanza, príncipe consorte de Antioquía.

## Obras
Guillermo de Poitiers es el primer poeta de nombre conocido en las literaturas románicas. Se conservan 11 poemas suyos, en que la temática amorosa es tratada a veces con gran crudeza: se autodenominaba «trichador de dòmnas», alardeaba de sus proezas sexuales y muchos de sus poemas están dedicados a su amante, Maubergeonne, a la que llama la Peligrosa. En otra composición, pide a sus caballeros que le ayuden a escoger caballo:

Caballeros, aconsejadme en esta duda:
—nunca escoger me fue tan difícil—:
No sé si quedarme con [la dama] Agnes o con [la dama] Arsen.
Cavalier, datz mi cosselh d'un pessamen:
—Anc mays no fuy issaratz de cauzimen—:
Res non sai ab qual me tengua, de n'Agnes o de n'Arsen.

En otros poemas, muestra una sensibilidad enteramente diferente:

Con la dulzura de la primavera
bullen los bosques y los pájaros cantan
cada uno en su latín
según el ritmo del nuevo canto:
así conviene que cada uno se regocije
en lo que más desea.
Ab la doussor del temps novel
folhon li bosc e li auzel
chanton chascus en lor lati
segon lo vers del novel chan:
adonc esta ben qu'om s'aizi
d'aisso dont om a plus talan.

Acogió en su corte al bardo galés Blédri ap Davidor, quien introdujo en las literaturas románicas la leyenda celta de Tristán e Isolda.[cita requerida]